# VK Linden
VK Linden is een Belgische voetbalclub uit Linden uitkomend in de eerste provinciale. De club is sinds 1982 bij de KBVB aangesloten met stamnummer 8522. De ploeg voetbalt op het hoofdterrein van het stedelijk sportcomplex in Linden en heeft groen en wit als clubkleuren.

## Geschiedenis

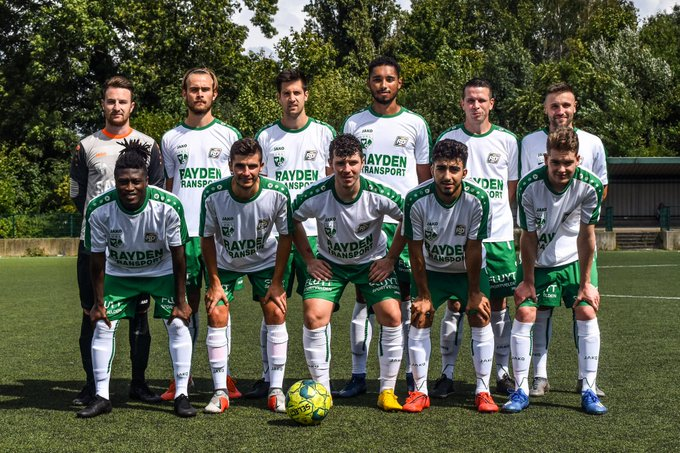
Het team van VK Linden voor een oefenwedstrijd in 2020.

### Oprichting
De club werd op 4 februari 1982 opgericht als Voetbal Klub Linden en is aangesloten bij de KBVB met stamnummer 8522. 

### Schommelend tussen tweede en derde provinciale
VK Linden kende zijn eerste successen in 2005: toen werd de ploeg kampioen in de derde provinciale en promoveerden ze naar de tweede provinciale. Hier hielden ze twee seizoenen stand, tot ze in 2006/07 weer naar de derde provinciale degradeerden. In 2011 kroonde de ploeg zich opnieuw tot kampioen, maar ook dit keer was het van korte duur, want ze degradeerden nadien terug naar de derde. In 2015 was het dan toch opnieuw prijs, dan promoveerde de ploeg terug naar de tweede provinciale na een winst met forfaitcijfers tegen SNA Keiberg.

### Weg naar de top
In 2017 promoveerde VK Linden zelfs naar de eerste provinciale. Het jaar nadien beleefden ze opnieuw een goed seizoen en werden ze onverwacht nog drie speeldagen van het einde kampioen na een 4-1-winst thuis tegen FC Hoger-Op Veltem. De allereerste promotie naar de derde klasse amateurs in de clubgeschiedenis was een feit. Hier hield de ploeg echter niet lang stand, want na één seizoen nationaal voetbal degradeerden ze terug naar de eerste provinciale in 2019/20 met amper negen behaalde punten. Het seizoen moest wel vroegtijdig beëindigd worden vanwege de coronapandemie. Het seizoen daarop werd na enkele speeldagen ook vroegtijdig stopgezet vanwege de pandemie, echter zonder stijgers of dalers in de amateurcompetities.

## Technische staf
| Seizoen 2021-2022 |               |  |  |
| ----------------- | ------------- |  |  |
| Peter Everaerts   | T1            |  |  |
| Benny Peeters     | KT            |  |  |
| Eddy Gielen       | Verzorger     |  |  |
| Bram Kamers       | Afgevaardigde |  |  |

## Resultaten
| Seizoen | Klasse | Klasse | Klasse | Klasse | Klasse | Klasse | Klasse | Klasse | Klasse | Reeks                                                    | Punten                                                   | Opmerkingen                                                                                    |
|         | I      | I      | II     | III    | IV     | P.I    | P.II   | P.III  | P.IV   |                                                          |                                                          |                                                                                                |
| ------- | ------ | ------ | ------ | ------ | ------ | ------ | ------ | ------ | ------ | -------------------------------------------------------- | -------------------------------------------------------- | ---------------------------------------------------------------------------------------------- |
| 2004/05 |        |        |        |        |        |        |        | 1      |        | Derde prov. Brab. D                                      | 72                                                       |                                                                                                |
| 2005/06 |        |        |        |        |        |        | 11     |        |        | Tweede prov. Brab. B                                     | 33                                                       |                                                                                                |
| 2006/07 |        |        |        |        |        |        | 15     |        |        | Tweede prov. Brab. B                                     | 29                                                       | degradatie                                                                                     |
| 2007/08 |        |        |        |        |        |        |        | 7      |        | Derde prov. Brab. D                                      | 42                                                       |                                                                                                |
| 2008/09 |        |        |        |        |        |        |        | 12     |        | Derde prov. Brab. A                                      | 36                                                       |                                                                                                |
| 2009/10 |        |        |        |        |        |        |        | 6      |        | Derde prov. Brab. A                                      | 52                                                       |                                                                                                |
| 2010/11 |        |        |        |        |        |        |        | 1      |        | Derde prov. Brab. A                                      | 73                                                       | promotie                                                                                       |
| 2011/12 |        |        |        |        |        |        | 8      |        |        | Tweede prov. Brab. B                                     | 42                                                       |                                                                                                |
| 2012/13 |        |        |        |        |        |        | 15     |        |        | Tweede prov. Brab. B                                     | 27                                                       | degradatie                                                                                     |
| 2013/14 |        |        |        |        |        |        |        | 11     |        | Derde prov. Brab. D                                      | 34                                                       |                                                                                                |
| 2014/15 |        |        |        |        |        |        |        | 2      |        | Derde prov. Brab. D                                      | 71                                                       | promotie                                                                                       |
| 2015/16 |        |        |        |        |        |        | 8      |        |        | Tweede prov. Brab. B                                     | 36                                                       |                                                                                                |
|         | 1A     | 1B     | 1Am    | 2Am    | 3Am    | P.I    | P.II   | P.III  | P.IV   | Vanaf 2016-17 zijn er 3 nationale en 2 regionale niveaus | Vanaf 2016-17 zijn er 3 nationale en 2 regionale niveaus | Vanaf 2016-17 zijn er 3 nationale en 2 regionale niveaus                                       |
| 2016/17 |        |        |        |        |        |        | 2      |        |        | Tweede prov. Brab. B                                     | 83                                                       | promotie                                                                                       |
| 2017/18 |        |        |        |        |        | 10     |        |        |        | Eerste prov. Brabant                                     | 37                                                       |                                                                                                |
| 2018/19 |        |        |        |        |        | 1      |        |        |        | Eerste prov. Brabant                                     | 65                                                       | kampioen, eerste keer ooit in de geschiedenis van de club dat ze de nationale reeksen bereiken |
| 2019/20 |        |        |        |        | 16     |        |        |        |        | Derde klasse ama. VV B                                   | 9                                                        | competitie vroegtijdig stopgezet vanwege de coronapandemie.                                    |
| 2020/21 |        |        |        |        |        | /      |        |        |        | Eerste prov. Brabant                                     | /                                                        | competitie nietig verklaard vanwege de coronapandemie                                          |
| 2021/22 |        |        |        |        |        | 4      |        |        |        | Eerste prov. Brabant                                     | 51                                                       |                                                                                                |
| 2022/23 |        |        |        |        |        | 11     |        |        |        | Eerste prov. Brabant                                     | 34                                                       |                                                                                                |
| 2023/24 |        |        |        |        |        | 12     |        |        |        | Eerste prov. Brabant                                     | 39                                                       | Degradatie wegens hoog aantal Brabantse dalers in 3e Nationale                                 |
| 2024/25 |        |        |        |        |        |        | 3      |        |        | Tweede prov. Brab. B                                     | 67                                                       |                                                                                                |
| 2025/26 |        |        |        |        |        |        |        |        |        | Eerste prov. Brabant                                     |                                                          |                                                                                                |